# Liste der Biografien/Fj
Liste der Biografien |
Portal Biografien |
Personensuche
# |
A |
B |
C |
D |
E |
F |
G |
H |
I |
J |
K |
L |
M |
N |
O |
P |
Q |
R |
S |
T |
U |
V |
W |
X |
Y |
Z |
?
 
Fa |
Fe |
Ff |
Fh |
Fi |
Fj |
Fk |
Fl |
Fm |
Fn |
Fo |
Fr |
Ft |
Fu |
Fy
Die Liste der Biografien führt alle Personen auf, die in der deutschsprachigen Wikipedia einen Artikel haben. Dieses ist eine Teilliste mit 83 Einträgen von Personen, deren Namen mit den Buchstaben „Fj“ beginnt.

## Fj

### Fja
- Fjadotkin, Aljaksandr (* 1955), sowjetisch-belarussischer Langstreckenläufer
- Fjærvoll, Dag Jostein (1947–2021), norwegischer Politiker (Kristelig Folkeparti), Mitglied des Storting
- Fjæstad, Ellen (* 1986), schwedische Schauspielerin
- Fjæstad, Gustaf (1868–1948), schwedischer Maler
- Fjafilawa, Marharyta (* 1997), belarussische Poolbillardspielerin
- Fjalar Þorgeirsson (* 1977), isländischer Fußballtorhüter
- Fjalla-Eyvindur (1714–1783), isländischer Geächteter
- Fjällberg, Bengt (* 1961), schwedischer Skirennläufer
- Fjällgren, Jon Henrik (* 1987), samisch-schwedischer Sänger und JoikerJon Henrik Fjällgren (* 1987)

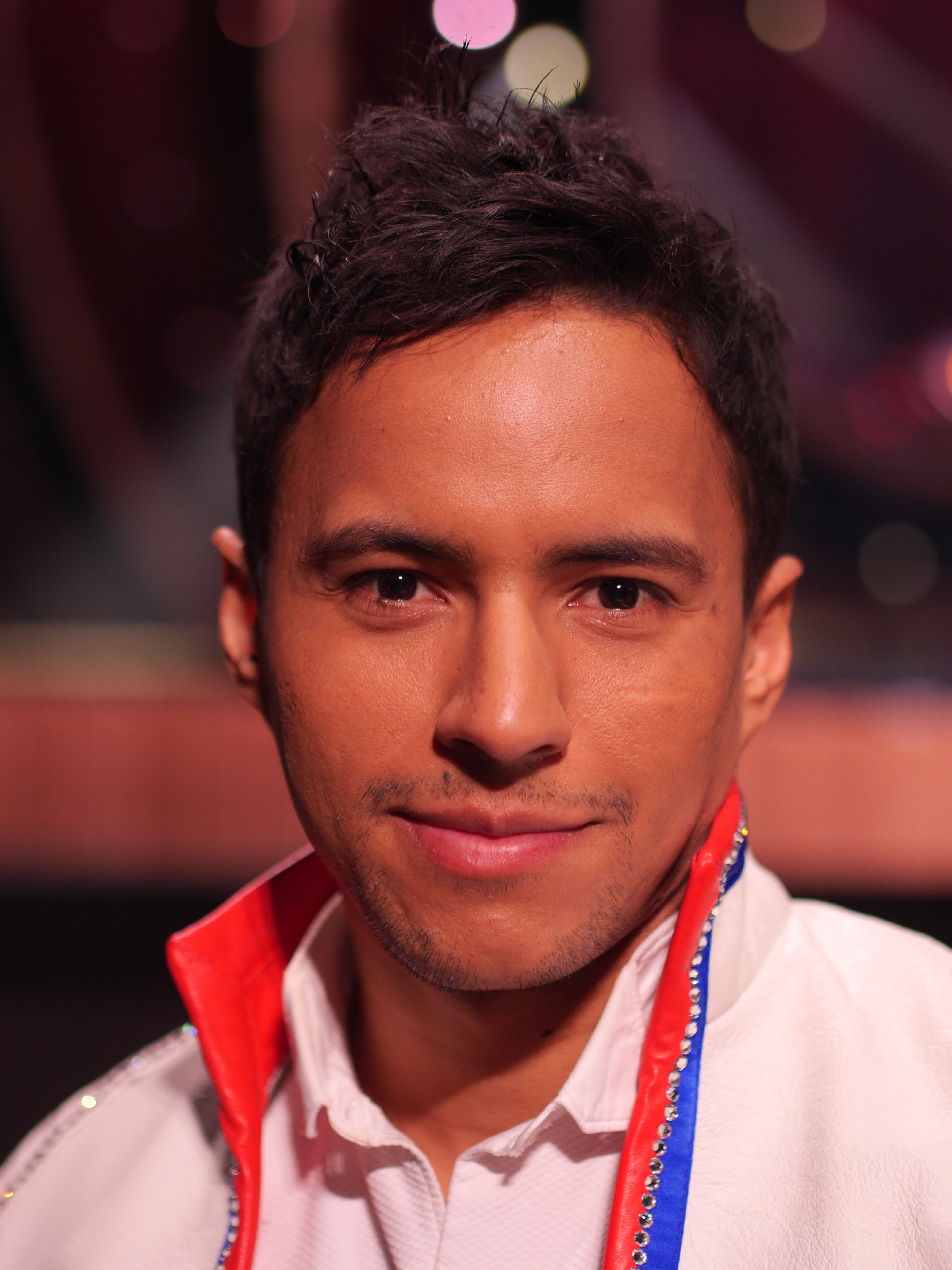
Jon Henrik Fjällgren (* 1987)

- Fjällström, Magdalena (* 1995), schwedische Skirennläuferin
- Fjare, Orvin B. (1918–2011), US-amerikanischer Politiker
- Fjästad, Per (1883–1955), schwedischer Schwimmer

### Fje
- Fjedina, Marta (* 2002), ukrainische Synchronschwimmerin
- Fjeld Halvorsen, Andreas (* 2005), norwegischer Leichtathlet
- Fjeld, Kristian (1887–1976), norwegischer Politiker
- Fjeld, Øyvind Moen (* 1988), norwegischer Skilangläufer
- Fjeldavlie, Merete (* 1968), norwegische Skirennläuferin
- Fjeldheim, Nils Olav (* 1977), norwegischer Kanute
- Fjeldmark, Stefan (* 1964), dänischer Trickfilmzeichner und Regisseur
- Fjeldså, Jon (* 1942), dänischer Zoologe
- Fjeldstad, Øivin (1903–1983), norwegischer Dirigent und Komponist
- Fjeldstad, Sveinung (* 1978), norwegischer Fußballspieler
- Fjeldstad, Torill (* 1958), norwegische Skirennläuferin
- Fjellanger, Guro (1964–2019), norwegische Politikerin (Venstre)
- Fjellestad, Jon Kristian (* 1984), norwegischer Kirchenmusiker und Komponist
- Fjellgren, Inger Eline Eriksen (* 1987), samisch-norwegische Politikerin
- Fjellner, Anders (1795–1876), samisch-schwedischer Dichter und Geschichtensammler
- Fjellner, Christofer (* 1976), schwedischer Politiker, MdEP
- Fjellström, Jens (* 1966), schwedischer Fußballspieler
- Fjellström, Mathias (* 1975), schwedischer Filmproduzent
- Fjellström, Phebe (1924–2007), schwedische Ethnologin
- Fjellvang-Sølling, Sophie (* 1981), dänische Freestyle-Skisportlerin

### Fjo
- Fjodarau, Aljaksej (* 1972), belarussischer Schachgroßmeister
- Fjodor I. (1557–1598), Zar von RusslandFjodor I. (1557–1598)

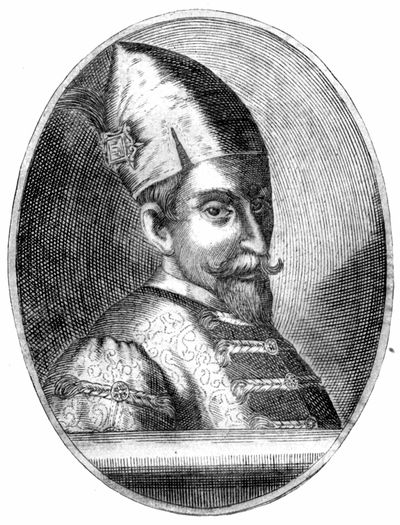
Fjodor I. (1557–1598)

- Fjodor II. (1589–1605), russischer Zar
- Fjodor III. (1661–1682), Zar von Russland (1676–1682)
- Fjodorow, Alexander Petrowitsch (* 1872), russischer Erfinder
- Fjodorow, Alexei Leonidowitsch (* 1991), russischer Dreispringer
- Fjodorow, Andrei Wenediktowitsch (1906–1997), russischer Übersetzer, Philologe, Literarhistoriker und Pädagoge
- Fjodorow, Boris Grigorjewitsch (1958–2008), russischer Ökonom und Politiker
- Fjodorow, Dmitri Dmitrijewitsch († 1922), sowjetischer Flugzeugkonstrukteur
- Fjodorow, Fjodor Wiktorowitsch (* 1981), russischer Eishockeyspieler
- Fjodorow, Georgi (* 1926), sowjetischer Kugelstoßer
- Fjodorow, Iwan († 1733), russischer Seefahrer und Entdecker
- Fjodorow, Iwan († 1583), erster ostslawischer Drucker
- Fjodorow, Iwan Jewgrafowitsch (1914–2011), Offizier und Pilot der sowjetischen Luftstreitkräfte
- Fjodorow, Jewgeni Alexejewitsch (* 1963), russischer Politiker (Partei Einiges Russland)
- Fjodorow, Jewgeni Jurjewitsch (* 1980), russischer Eishockeyspieler
- Fjodorow, Jewgeni Konstantinowitsch (1910–1981), sowjetischer Geophysiker und Polarforscher
- Fjodorow, Jewgraf Stepanowitsch (1853–1919), russischer Kristallograph und Mineraloge
- Fjodorow, Juri Iwanowitsch (* 1949), russischer Eishockeyspieler
- Fjodorow, Leonid Alexandrowitsch (1928–1993), sowjetischer Skispringer
- Fjodorow, Leonid Iwanowitsch (1879–1935), russischer Bischof
- Fjodorow, Lew Alexandrowitsch (1936–2017), russischer Chemiker
- Fjodorow, Nikolai Fjodorowitsch (1829–1903), russischer Philosoph
- Fjodorow, Nikolai Wassiljewitsch (* 1958), russischer Politiker
- Fjodorow, Pjotr Petrowitsch (* 1982), russischer Schauspieler und Synchronsprecher
- Fjodorow, Sergei Wiktorowitsch (* 1969), russischer Eishockeyspieler und -funktionärSergei Wiktorowitsch Fjodorow (* 1969)

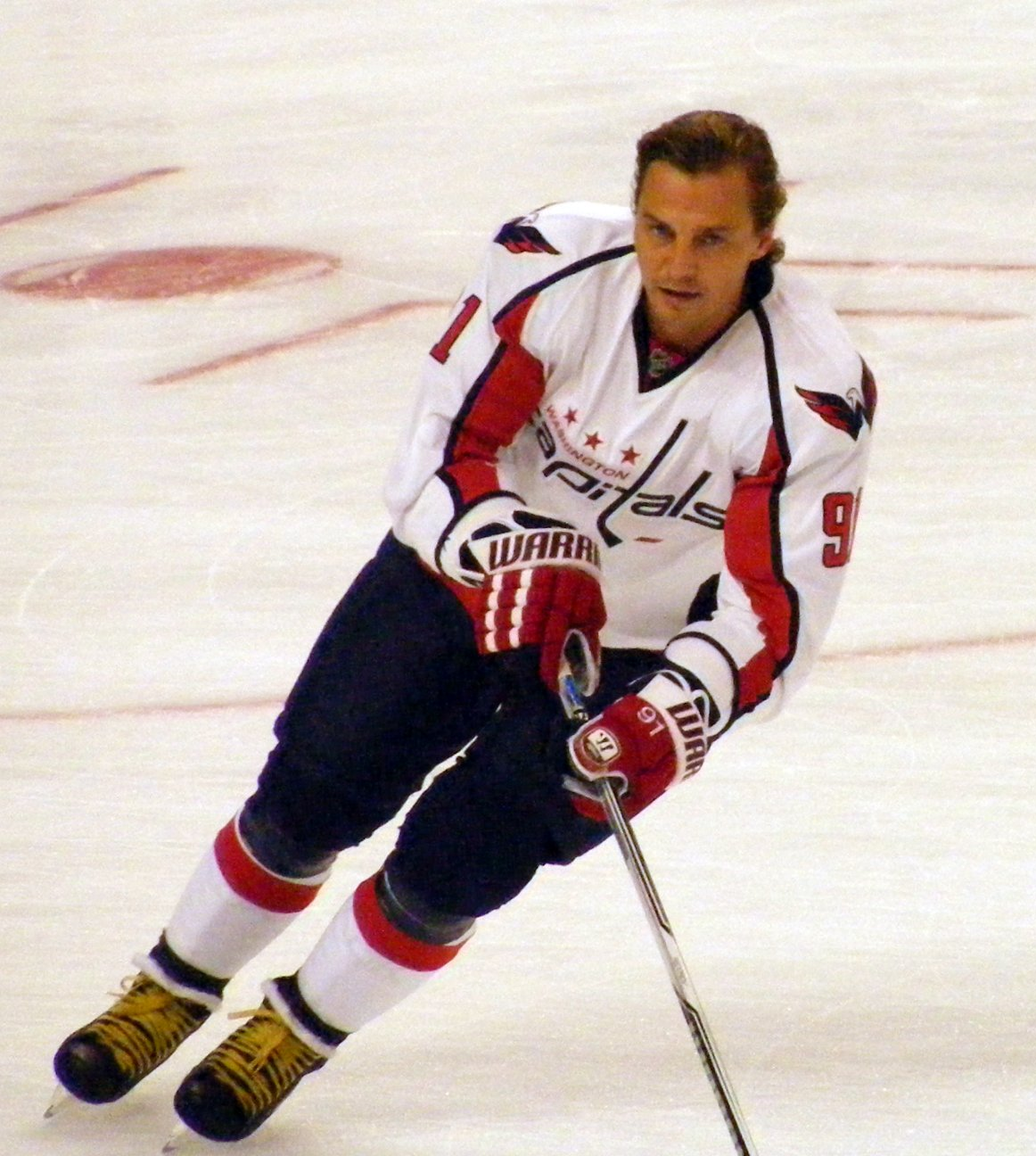
Sergei Wiktorowitsch Fjodorow (* 1969)

- Fjodorow, Swjatoslaw Nikolajewitsch (1927–2000), russischer Ophthalmologe und Politiker
- Fjodorow, Viktor (* 1987), litauischer Politiker, Mitglied des Seimas
- Fjodorow, Waleri Walerjewitsch (* 1974), russischer Politologe
- Fjodorow, Wasili (* 1960), litauischer Politiker
- Fjodorow, Wassili Fjodorowitsch (1802–1855), russischer Astronom und Rektor der St.-Wladimir-Universität in Kiew
- Fjodorow, Wiktor Dmitrijewitsch (* 1947), russischer Admiral
- Fjodorow, Wladimir Alexejewitsch (1926–1992), sowjetischer Bildhauer
- Fjodorow, Wladimir Anatoljewitsch (* 1971), russischer Eiskunstläufer
- Fjodorow, Wladimir Grigorjewitsch (1874–1966), russisch-sowjetischer Generalleutnant und Konstrukteur
- Fjodorowa, Aglaja Arturowna (* 2004), russische Tennisspielerin
- Fjodorowa, Alina (* 1989), ukrainische Siebenkämpferin
- Fjodorowa, Irina Konstantinowna (1931–2010), sowjetisch-russische Historikerin und Ethnographin
- Fjodorowa, Marija Alexejewna (1859–1934), russische bzw. finnische Malerin
- Fjodorowa, Oxana Gennadjewna (* 1977), russische Fernsehmoderatorin
- Fjodorowa, Sofja Wjatscheslawowna (* 1998), russische Snowboarderin
- Fjodorowski, Nikolai Michailowitsch (1886–1956), russischer Mineraloge
- Fjodossejew, Oleg Georgijewitsch (1936–2001), sowjetischer Weit- und Dreispringer
- Fjord Jensen, Johan (1928–2005), dänischer Literaturhistoriker und -kritiker
- Fjord, Olaf (1897–1945), österreichischer Schauspieler, Filmregisseur und Filmproduzent
- Fjordbach, Anders (* 1990), dänischer Autorennfahrer
- Fjorden, Ståle (* 1967), norwegischer Skispringer
- Fjordman (* 1975), norwegischer Blogger
- Fjørtoft, Jan Åge (* 1967), norwegischer FußballspielerJan Åge Fjørtoft (* 1967)

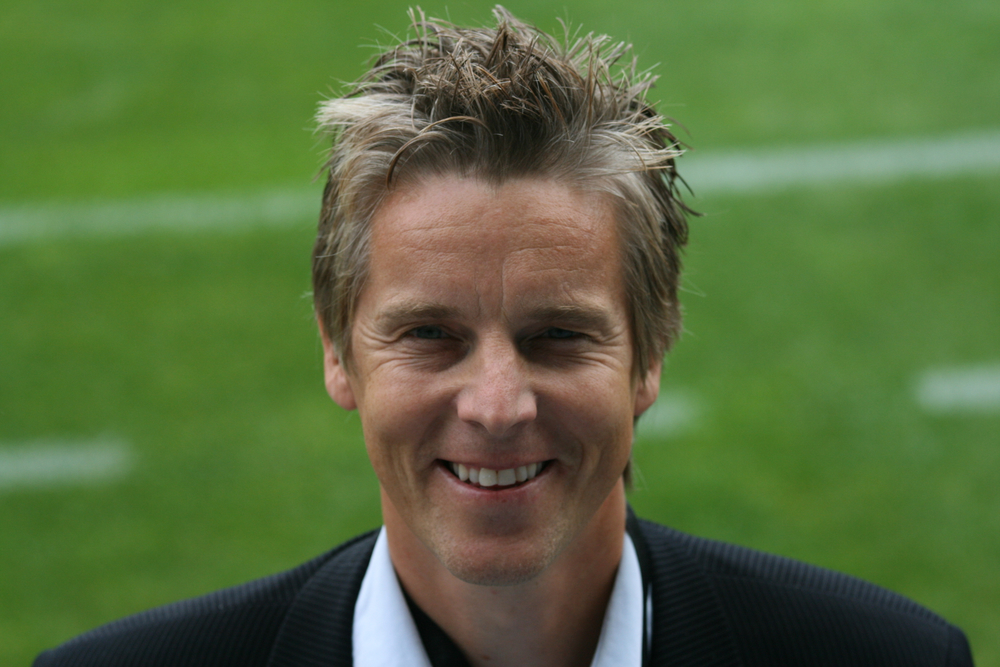
Jan Åge Fjørtoft (* 1967)

- Fjørtoft, Ragnar (1913–1998), norwegischer Meteorologe
- Fjose, Bergfrid (1915–2004), norwegische Politikerin